# Le dernier sorcier

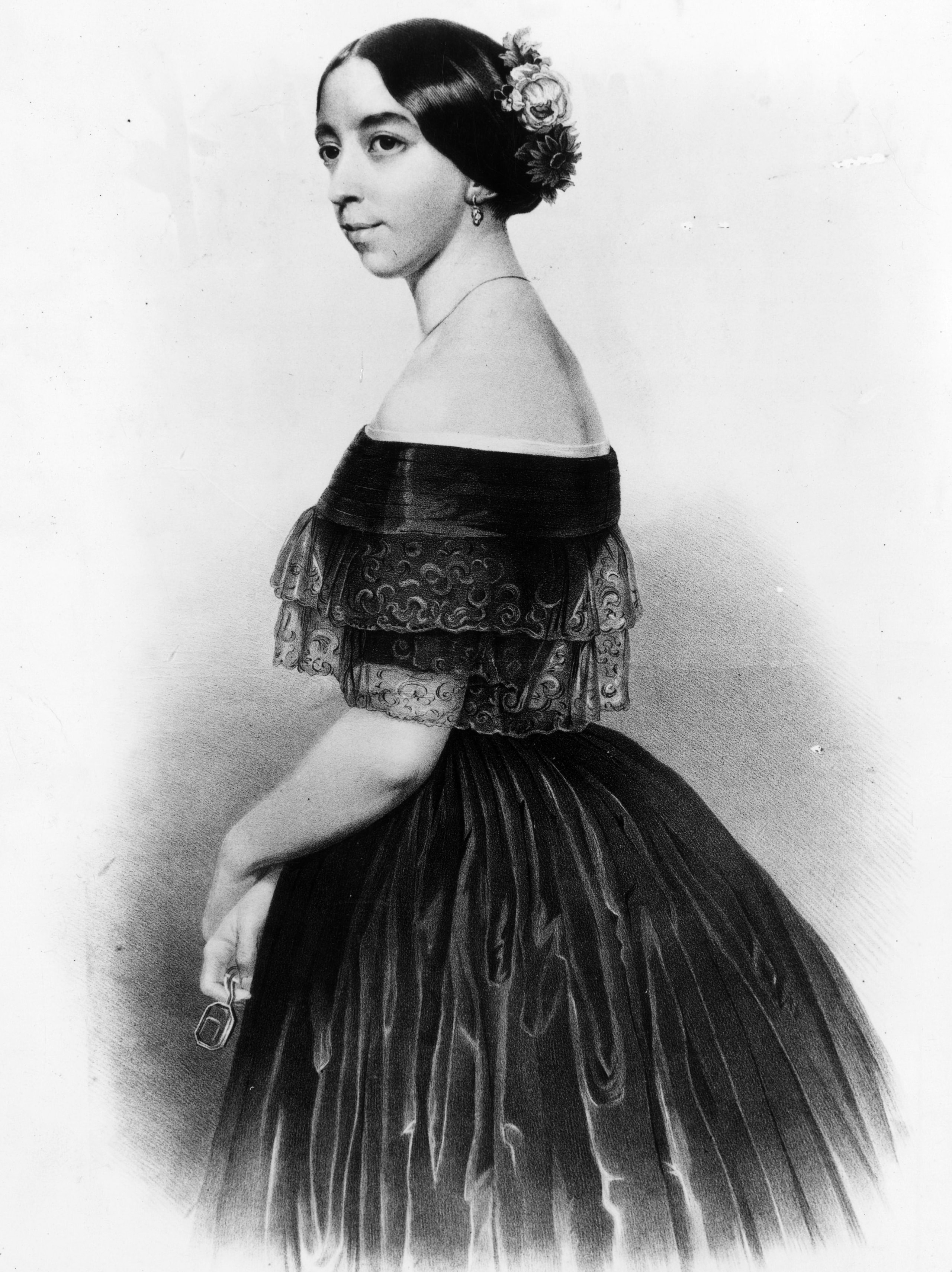
Pauline Viardot-García, mezzosoprano i compositora de Le Dernier Sorcier.

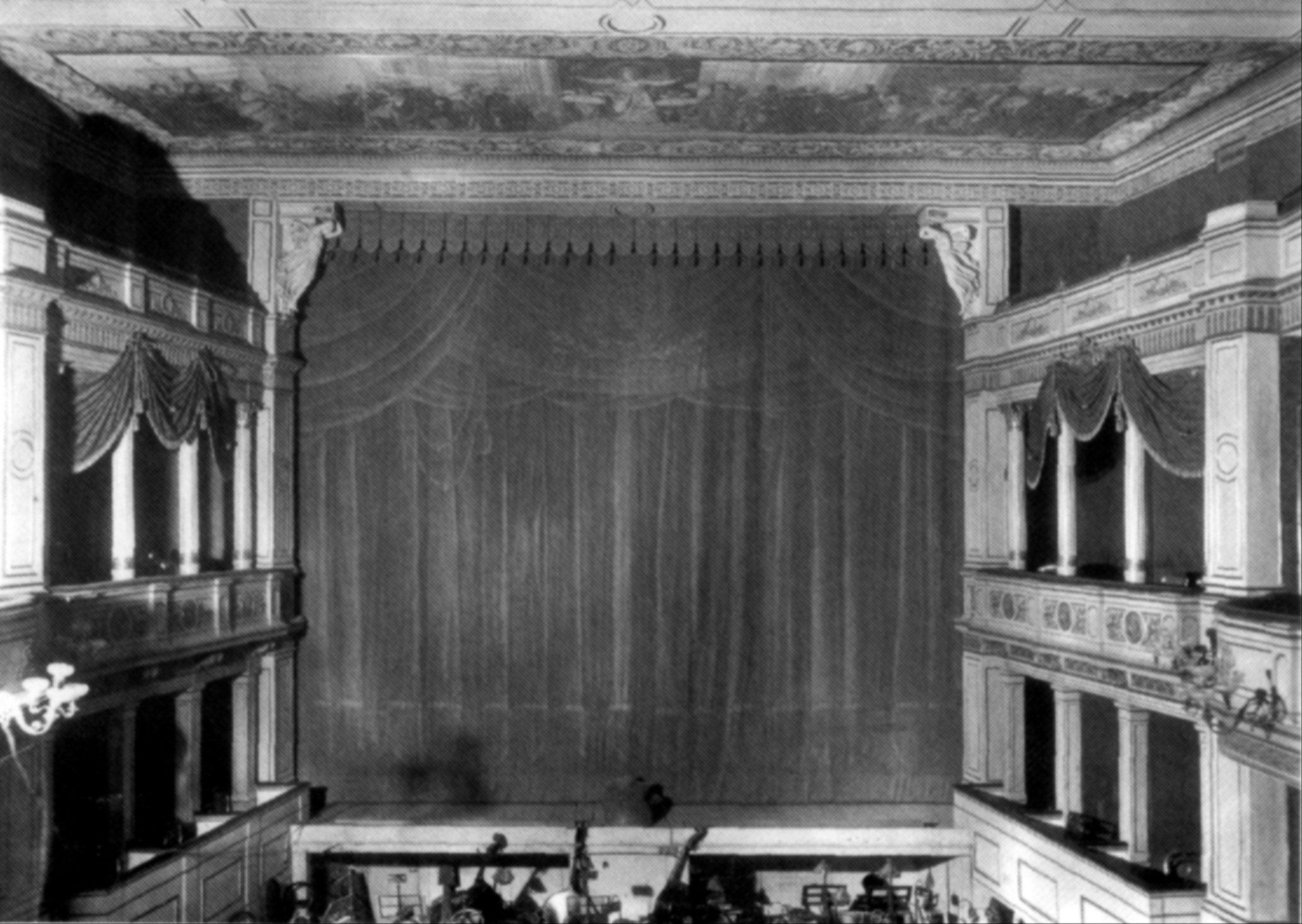
Interior del Teatre Ducal de Weimar

L'últim bruixot (Le Dernier Sourcier) és una opereta en dos actes de la compositora i mezzosoprano Pauline Viardot-García, amb llibret d'Ivan Turguénev. Originalment va ser escrita en francès i per a piano i veus. Es va estrenar el 20 de setembre de 1867 a la Villa Turguénev a Baden-Baden (Alemanya).

## Història i dades generals

### Context
Després del seu èxit cantant Orfeu i Eurídice de Gluck en una versió dirigida per Hector Berlioz a l'any 1863, Pauline Viardot-García va decidir retirar-se dels escenaris i deixar la seua carrera com a mezzosoprano. Va ser en eixe moment quan es va desplaçar amb la seua família a Baden-Baden (Alemanya). Va començar a donar classes particulars de cant a joves cantants i es va dedicar a escriure operetes pensades especialment per a ser interpretades per les seues alumnes i així, que tingueren experiència actuant i cantant al mateix temps. D'aquestes òperes, quatre van ser estrenades a la Villa Turguénev, la casa del llibretista, i la que més èxit va aconseguir va ser L'últim Bruixot', tot i que, gràcies a la correspondència entre la compositora i el llibretista, s'han descobert proves que ens fan pensar en que potser aquesta opereta ja havien començat a crear-la a finals dels anys 40 del mateix segle.

### Característiques
L'últim bruixot (Le Dernier Sorcier) és una òpera de cambra en dos actes, escrita en llengua francesa, pensada en principi per a un conjunt de 4 solistes, dos personatges amb només diàleg i un petit cor femení, acompanyats per piano. Així és com es va estrenar el 20 de setembre de 1867 a la Villa Turguénev.
Aquesta opereta, com les altres de Pauline Viardot-García, segueix l'estil musical de les operetes de Jacques Offenbach, reforçat pel llenguatge humorístic del text d'Ivan Turguénev, que recorda a l'estil slapstick, i que era molt freqüent a l'òpera bufa d'Offenbach.

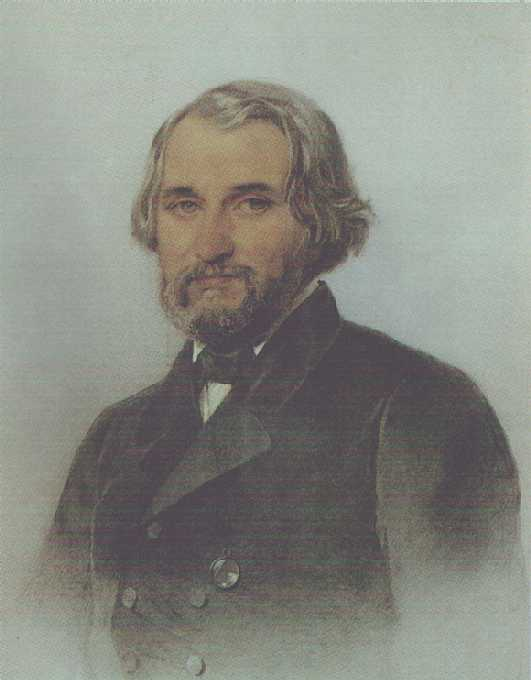
Ivan Turguénev, llibrerista.

### Versions posteriors a l'estrena
A l'any 1869, Pauline Viardot-García va tenir l'oportunitat de triar una de les seues òperes per a ser representada al Gran Teatre Ducal de Weimar. La compositora va triar L'últim Bruixot i es van fer alguns canvis significatius amb l'objecte d'adaptar-la a les condicions del teatre.
En primer lloc, el gran Duc de Weimar va demanar d'incloure-hi més parts musicals. Per eixe motiu es va decidir canviar l'acompanyament pianístic per un acompanyament orquestral, que va ser encarregat a Eduard Lassen. El conjunt orquestral va estar format per dos pianos, dos violins, viola, violoncel, arpa i percussió.
Per altra banda, el llibret va ser traduït del francès a l'alemany per Richard Pohl, periodista i poeta de Baden-Baden.
Aquesta nova versió es va estrenar el dia 8 d'abril de 1869, i es va repetir el dia 11 d'abril del mateix any, rebent molt bones crítiques de part de públic i premsa. Aquesta mateixa versió es va representar en dues ciutats més: a Karlsruhe els dies 28 de gener i 1 de febrer de 1870 i a Riga al mateix any, com a representació benèfica per a Louis Meyer.
Es va tornar a fer una representació a Baden-Baden, en aquesta ocasió per la celebració d'obertura del teatre que es va construir a casa de la família Viardot, conegut com a “Théâtre du Thiergarten”. En aquesta representació va estar de públic Johannes Brahms, qui va dirigir més tard Le Dernier Sorcier, en aquesta ocasió amb quartet de corda, piano, arpa i percussió. Més tard, al juliol de l'any 1870, amb motiu de la guerra francoprussiana, la família Viardot es va traslladar a Londres, on van fer una representació privada de l'opereta.
Després d'eixa representació, Le Dernier Sorcier no es va tornar a veure en cap teatre fins a l'any 2005, que es va representar al teatre de la Universitat de Calgary (Canadà). En aquesta ocasió es va utilitzar la versió amb orquestra que es va fer per la funció a Weimar. L'orquestra la va dirigir Edette Wilks i la direcció general va anar de la mà de Barry Yzereef, professor d'arts escèniques de la pròpia universitat. També es va traduir el llibret a l'anglès, tasca que va ser encarregada a Nicholas Zekulin.
Per acabar, a l'any 2018, l'òpera de Cambra de Sevilla va reprendre la versió original per piano i veus amb la direcció musical de Francisco Soriano i la direcció escènica de Marta Eguilior. La van representar, per primera vegada des de l'estrena a la Villa Turguénev el 20 de setembre de 1867 i a nivell mundial, al Teatre Villamarta de Jerez.

## Personatges
| Personatge                             | tipus de veu         | Intèrpret a l'estrena |
| -------------------------------------- | -------------------- | --------------------- |
| Krakamiche, vell bruixot               | Baríton              | Louis Pomey           |
| Stella, filla de Krakamiche            | Soprano              | Marie Hasselmans      |
| Lelio, jove caçador i estimat d'Stella | Contralt             | Louis Heritte-Viardot |
| Reina dels Elfs                        | Soprano              | Claudie Viardot       |
| Perlimpinpin, criat de Krakamiche      | Només té diàleg      | Paul Viardot          |
| Verveine                               | Només té diàleg      | Marianne Viardot      |
| Cor èlfic                              | Sopranos i contralts |                       |

## Argument[4]

### Acte I
L'acte comença a la cabana de Krakamiche, on els elfs fan entremaliadures per a molestar al vell bruixot. Apareix en eixe moment la Reina dels Elfs, i comencen a pensar en un pla per enganyar Krakamiche i poder tenir el poder sobre tot el bosc, ja que abans Krakamiche era el millor bruixot i pràcticament era qui dominava aquell lloc. El pla consisteix en el fet que els elfs anirien disfressats de follets xinesos que li portarien una planta màgica (Moly) que antigament feia recuperar la joventut (el que més desitja Krakamiche), però que ara no fa res. Així el bruixot deixaria entrar els elfs a sa casa i ells aconseguirien el poder del bosc.
Els elfs desapareixen quan escolten Lelio arribar. Apareix després la Reina dels Elfs, qui li diu que si vol veure a la seua amada, Stella, haurà d'entrar a casa de Krakamiche amb la seua ajuda, però que a canvi ell ha de ser fidel a la reina. Ell li jura fidelitat i ella li dona una flor màgica amb la qual podrà ser invisible per tothom, excepte per a Stella, filla de Krakamiche, però que només funciona de nit.
Dins de la cabana de Krakamiche, ell es queixa de la seua vida, des que ha perdut els poders, nostàlgic del temps passat, quan era un gran bruixot, el més gran de tots. Krakamiche crida el seu servent Perlimpinpin, qui arriba tard, com sempre, perquè estava dormint. El bruixot li recrimina que sempre passa de tot i en veure com Perlimpinpin ignora i fins i tot es burla del que li diu, s'enfada i comença a cridar, frustrat.
Per altra banda, Stella, al balcó de la casa escolta com crida el seu pare, i sent llàstima per ell. Justament després, Stella rep la visita de la Reina, qui li diu que eixe dia a la nit podrà veure Lelio, el seu estimat.
Krakamiche, amb Perlimpinpin, rep la visita dels elfs disfressats de follets i quan ell els demana la planta, els elfs comencen a burlar-se'n. Quan ell pregunta desconcertat què està passant, els elfs es lleven la disfressa i comencen a humiliar-lo, provocant la seua ira. L'acte finalitza amb els elfs celebrant la victòria amb la Reina.

### Acte II
L'acte II comença amb Lelio apropant-se a la casa de Krakamiche i sospirant per Stella. S'escolta un soroll i el príncep decideix marxar i esperar a que es faça de nit per poder veure la seua amada.
Per altra banda està Krakamiche amb un llibre de Merlí intentant trobar l'encanteri per tornar a la joventut i recuperar els seus grans poders. En eixe moment apareix Stella, i es barallen perquè el seu pare només vol poder, diners i venjança, i ella busca un futur més senzill amb altres prioritats, com l'amor. Krakamiche no li dona la raó i fa fora a Stella, qui es reuneix per fi amb Lelio.
Arriba un moment en què a Lelio li cau la flor que impedia que Krakamiche el poguera veure, i és descobert. Krakamiche fa un encantament per invocar a un monstre i enfrontar-se a Lelio, però s'equivoca i el que crea és una cabra. Krakamiche, esgotat, es desmaia.
Quan Lelio i Stelle van a socórrer Krakamiche, apareix la Reina dels elfs per ajudar-los. Krakamiche desperta i cedeix a abandonar el bosc i aprova el matrimoni de Lelio i Stella. Tots quatre fan un quartet cantant sobre el futur i finalment la reina fa desaparèixer la cabana de Krakamiche, celebrant la seua victòria amb els elfs.